# Batinske
Batinske – wieś w Chorwacji, w żupanii kopriwnicko-kriżewczyńskiej, w gminie Kalinovac. W 2011 roku liczyła 98 mieszkańców.